# Die Astronauten
Die Astronauten (polnisch Astronauci, erschienen 1951; deutsche Übersetzung auch unter dem Titel Der Planet des Todes) ist eines der Frühwerke Stanisław Lems. Der Science-Fiction-Roman behandelt die Erkundung des Planeten Venus.

## Handlung
Der Roman spielt im Jahre 2003. Die Erde ist politisch geeint. In der sibirischen Taiga, in der Nähe des Flusses Tunguska, wird fast 100 Jahre nach der dort stattgefundenen verheerenden Explosion ein rätselhafter Gegenstand gefunden, der, wie sich herausstellt, außerirdischen Ursprungs ist und einem explodierten Raumschiff entstammt. Er enthält einen kilometerlangen magnetisierten Draht. Es gelingt, einen großen Teil der auf der Metallspule gespeicherten Nachricht zu entziffern, der Rest bleibt jedoch vorerst unentzifferbar.
Die Nachricht besteht aus den Analysedaten der Bordgeräte des Raumschiffes über die Erde, die vermuten lassen, dass das Raumschiff von der Venus kam und wahrscheinlich der Vorbote einer Invasion der Venusbewohner auf der Erde gewesen ist. Gleichzeitig wird aus Berechnungen der Wissenschaftler klar, dass das Schiff eine unbemannte Sonde war. Das gefundene Aufzeichnungsgerät war eine Art von Flugschreiber. Nach der Teilentzifferung der Nachricht wird beschlossen, eine Expedition zur Venus zu schicken.
Das Team des Expeditions-Raumschiffes Kosmokrator besteht in erster Linie aus Wissenschaftlern und dem Piloten Robert Smith, der auch der fiktive Erzähler ist. Die Charaktere – der russische Astronom Arsenjew, der indische Mathematiker Chandrasekhar, der chinesische Physiker Lao Tsu, der polnische Ingenieur Soltyk, der deutsche Chemiker Rainer und der russische Arzt Tarland – sind durchweg positiv und harmonisch. Sie sind nicht die typischen Wissenschaftler, die nur und ausschließlich für ihre Arbeit leben, sondern auch innerlich gereifte Menschen. Während der langen Reise zum Nachbarplaneten erzählen sich die Expeditionsmitglieder anregende Geschichten, deren eine die gescheiterte Expedition von Smith auf den Kangchendzönga ist.
Als die Kosmokrator die Venus erreicht, soll Smith eine Vorerkundung durchführen, weil das Raumschiff einen geeigneten Platz zum Landen benötigt. Dabei entdeckt er den „toten Wald“, ein merkwürdiges Artefakt aus der Vergangenheit. Smith findet einen See, auf dem die Kosmokrator niedergehen kann. In dessen Tiefe entdeckt die Expedition ein Rohr, ebenfalls künstlichen Ursprunges. Als sie dem Verlauf des Rohres nachspüren, wird eine seltsame weiße Kugel gefunden. Die Rohre, von denen es viele gibt, sind in Wahrheit mächtige Energieleiter. Bei einem der Flüge dorthin gerät eine Gruppe mit Arsenjew und Smith in eine Notlage: Ihr Helikopter wird durch Magnetströme an einen Felsen geschmettert und vernichtet, so dass sie den weiten Weg zurück zu Fuß gehen müssen. Nach ihren Berechnungen wird der Sauerstoff knapp und sie erleben Abenteuer in der fremdartigen Welt des Planeten, bei dem sie auch eine künstliche Höhle mit Datenträgern entdecken.
Weitere Abenteuer folgen, als die rätselhafte weiße Kugel unsichtbar wird und mehrere der Gefährten verschwinden. Schließlich entdeckt die Expedition eine Stadt der einstigen Bewohner des Planeten. Sie untersuchen die zivilisatorischen Überreste und sichten Chroniken der ehemaligen Venusbewohner. Aus ihnen geht hervor, dass diese Zivilisation tatsächlich eine Invasion der Erde plante und alles irdische Leben vernichten wollte. Arsenjew schlussfolgert, dass es innerhalb der Venusbewohner zu kriegerischen Auseinandersetzungen gekommen sein muss, deren Folge eine atomare Katastrophe war, die das Leben auf der Venus vermutlich restlos ausgelöscht hat. Über den genaueren Ablauf dieser Auseinandersetzung und die Gründe für die Katastrophe können die Wissenschaftler nur spekulieren, da die Dokumentation der Venusgeschichte zuvor abbricht. Plausibel erscheint den Wissenschaftlern die Auslösung der atomaren Katastrophe durch eine unterlegene Kriegspartei als deren letzter Ausweg. Einen anderen Erklärungsansatz stellt die Überlegung dar, dass die Venusbewohner, die technisch weiter entwickelt waren als die Menschheit, die Beherrschung über die von ihnen entwickelten Maschinen verloren hatten.

## Zitate
„Die Bewohner der Venus besaßen eine hochentwickelte Kultur; aber alle die vorzüglichen Konstrukteure und Baumeister unter ihnen hatten sich und ihr ungeheures Können in den Dienst der Vernichtung gestellt. Eine solche Gemeinschaft von Lebewesen musste sich früher oder später gegen sich selbst kehren.“

„Wesen […], die sich die Vernichtung anderer zum Ziel setzten, tragen den Keim des eigenen Verderbens in sich – und wenn sie noch so mächtig sind.“

## Einordnung
Lem bewertet seinen Roman im Vorwort zur 8. polnischen Auflage als „naiv“. Er meint damit nicht nur die technischen Schilderungen, die inzwischen von der Realität überholt wurden (wie z. B. das „Elektronenhirn“ Marax), sondern auch den Geist der sozialistischen Utopie, der dem Roman zu Grunde liegt und der die Welt auf naive Art besser machen will, als sie tatsächlich ist.

## Sonstiges
Der anhaltende Erfolg dieses Romans ermöglichte es Lem, als freischaffender Autor zu leben. Die Astronauten wurde nicht nur ins Deutsche übersetzt, sondern erschien auch auf Englisch, Finnisch, Französisch, Japanisch, Niederländisch, Rumänisch, Russisch, Slowakisch, Tschechisch und Ungarisch.
Der Roman war Vorlage für den ersten „utopischen Film“ der DDR, der 1960 unter der Regie von Kurt Maetzig als deutsch-polnische Koproduktion unter dem Titel Der schweigende Stern / Milcząca Gwiazda bei der DEFA entstand.

## Ausgaben
- Stanisław Lem: Der Planet des Todes. Utopischer Roman, deutsch von Rudolf Pabel, Verlag Volk und Welt, Berlin, 1954
- Stanislaw Lem: Vorstoß zum Abendstern, Bd. 275 in zwei Teilen der Heftromanreihe Utopia Zukunftsroman, Pabel-Verlag Rastatt, ca. 1960
- Stanisław Lem: Die Astronauten. Suhrkamp, 1978, ISBN 3-518-36941-5